# Pseudopiptadenia bahiana
Pseudopiptadenia bahiana là một loài thực vật có hoa trong họ Đậu. Loài này được G.P.Lewis & M.P.Lima miêu tả khoa học đầu tiên.